# Гад (пророк)
Гад (ивр. גד החוזה‎) — персонаж Ветхого Завета, один из библейских пророков.
Гад был другом царя Давида, в Библии его называют «пророком и прозорливцем Давидовым». В период, когда Давид спасался от преследований Саула, Гад помогал ему советами (1Цар. 22:5 и др.). После того как Давид стал царём Израиля, Гад вошёл в число его советников и руководил; вместе с пророком Нафаном организовывал служение левитских певцов и музыкантов (2Пар. 29:25). После проведённой Давидом переписи населения Гад явился к нему, чтобы возвестить о наказании Господнем за этот поступок (2Цар. 24:11-19).
Согласно Первой книге Паралипоменон (1Пар. 29:29), Гад, наряду с пророками Самуилом и Нафаном, записывал дела царя Давида, в связи с чем его считают одним из возможных авторов Первой и Второй книги Царств.